# Ignác Péczely
Dans le nom hongrois Péczely Ignác, le nom de famille précède le prénom, mais cet article utilise l’ordre habituel en français Ignác Péczely, où le prénom précède le nom.
Ignác Péczely (en allemand : Ignaz von Peczely), né le 26 janvier 1826 à Monyorókerék et mort à Budapest le 14 juillet 1911, est médecin et homéopathe hongrois.
Il pose les fondations de l’iridologie moderne dans son ouvrage « Découverte dans le domaine de la thérapeutique et du naturisme. Introduction à l'étude du diagnostic par les yeux », paru en 1881. Cette discipline entend diagnostiquer des maladies organiques par les changements de couleur et de forme de l’iris.

## Biographie
Péczely est le fils de Ignácz Péczely, intendant de domaine, et de Terézia Kárácson. Il fréquente l'école de Szombathely où on se souvint de lui plus pour sa grande mémoire que pour son assiduité. En 1838, à l'âge de douze ans, ce passe un événement qui lui laissera une marque profonde: il essaie de libérer un hibou qui lui enfonce alors ses griffes dans la main. Dans un mélange de douleur et de colère et voulant se débarrasser de l'oiseau, il lui casse la patte droite et remarque alors que l'œil du même côté est injecté de sang.
Les années passent. La guerre d'indépendance hongroise de 1848-49 éclate, dans laquelle le jeune Péczely se lance avec enthousiasme. Chef des volontaires du comté de Sopron, il participe à plusieurs batailles, devient garde national (honvéd) et est blessé lors de la bataille de Nagyszombat d'où sa mère - défiant tous les dangers - le ramène chez lui. Après la défaite de la guerre d'indépendance, il s'installe à Kaposvár et gagne sa vie comme photographe, professeur d'art dans un lycée et géomètre. Il retourne en 1861 chez ses parents à Egervár, et son destin prend dès lors une singulière tournures.
Il traite volontiers des connaissances et voisins avec des traitements homéopathiques qu'il reçoit son beau-frère, János Gulyás, médecin et homéopathe à Kaposvár. Il guéri notamment un homme avec un tel succès que sa renommée devient grande dans la région. Péczely voit ainsi affluer chez lui de nombreux patients, dont Imre Madách, célèbre poète et dramaturge hongrois, qui lui présentes ses symptômes. Initialement méfiant envers ce guérisseur excentrique, il lui accordera plus tard une grande confiance. Péczely se souvient - peut-être avec une certaine exagération - de cette période d'euphorie : « Du début du moi de mai au 2 octobre 1862, date à laquelle j'ai été interdit de pratique par le médecin-chef du comté de Vas, 10 à 12'000 personnes m'ont rendu visite à Egervár. » 

Il acquiert une grande expérience dans le "diagnostic oculaire". Il découvre notamment dans l'œil d'un de ses patients une tache semblable à celle de l'œil du hibou de son enfance, et apprend que l'homme avait une fracture du même côté. Dès lors, il examine consciemment les yeux de ses patients et arrive à la conclusion qu'à la suite de blessures et de maladies, des changements permanents se produisent sur l'iris, de sorte que les signes de maladies existantes peuvent être diagnostiquées.
Interdit de pratique pour exercice illégale de la médecine, il s'inscrit à trente-six ans à l'université de Pest, puis est transféré à l'université de Vienne où il obtient son diplôme de médecin en 1868. Il s'installe à Pest mais, malgré son diplôme, suscite toujours la méfiances des autres médecins universitaires et homéopathes. Ses échecs professionnels l'incitent à publier "A propos de l'iris" en 1873.
Il complète dans sa pratique privée le traitement homéopathique par un système de diagnostic de l'iris et perfectionne sa méthode. Il crée une "carte de l'œil" où il attribue des parties du corps et des organes internes à des points individuels de l'iris. Selon sa théorie, des changements dans l'iris à ces endroits peuvent indiquer des maladies de l'organe correspondant.
Il pratique jusqu'à la fin de sa vie et est à l'âge de quatre-vingt-cinq ans en 1911 l'un des médecins les plus connus, et polémiques, de Budapest.

## Publications
- A szivárványhártyáról. (Iris). Budapest, 1873
- Utmutatás a szemekbőli kórisme tanulmányozásához. Budapest, 1880
- Utasitás a bujakór gyökeres gyógyítására és gyógyszereim mikénti használatára. Budapest, 1883
- A tüdővészről és ennek kikerülhetése végett utasitás a heveny és idült tüdőhurutok gyökeres gyógyítására. Budapest, 1884
- A fertőzés szomorú következményeinek kikerülhetése tekintetéből felvilágositás: az ivarszervek élettani állapotáról. Budapest, 1885
- Die Augendiagnose der Dr. Ignacz von Péczely nach eigenen Beobachtungen von Emil Schlegel. Tübingen, 1887
- Om ögondiagnosen och en rationel sjukdomsbehandling efter Dr. Ignacz Péczely, af N. Liljequist. Stockholm, 1893

## Sources
- József Szinnyei. Magyar írók élete és munkái X. (Ótócska–Popea). Hornyánszky, Budapest, 1905
- Carroll, Robert P. The Skeptic's Dictionary: A Collection of Strange Beliefs, Amusing Deceptions, and Dangerous Delusions. Hoboken, NJ: Wiley, 2003.  (ISBN 0-471-27242-6).
- Karpov, Sergiusz; Chmielewska, Wiera . Irydologia w praktyce. Gliwice: Wydawnictwo "Złote Myśli", 2008.  (ISBN 978-83-7582-490-2).
- Abgrall, Jean-Marie . Healing or Stealing? Medical Charlatans in the New Age. Algora Publishing, 2000.  (ISBN 1-892941-51-1).